# تفرع أنبوبي للشريان الرحمي
الفُروع الأنبوبية للشريان الرَحمي (بالإنجليزية: Tubal branch of uterine artery)‏ وهيَ شَرايين تتَحد وَتندمج مَع الفروع الأنبوبية للشريان المبيضي.